# 烏特維爾 (圖爾高州)

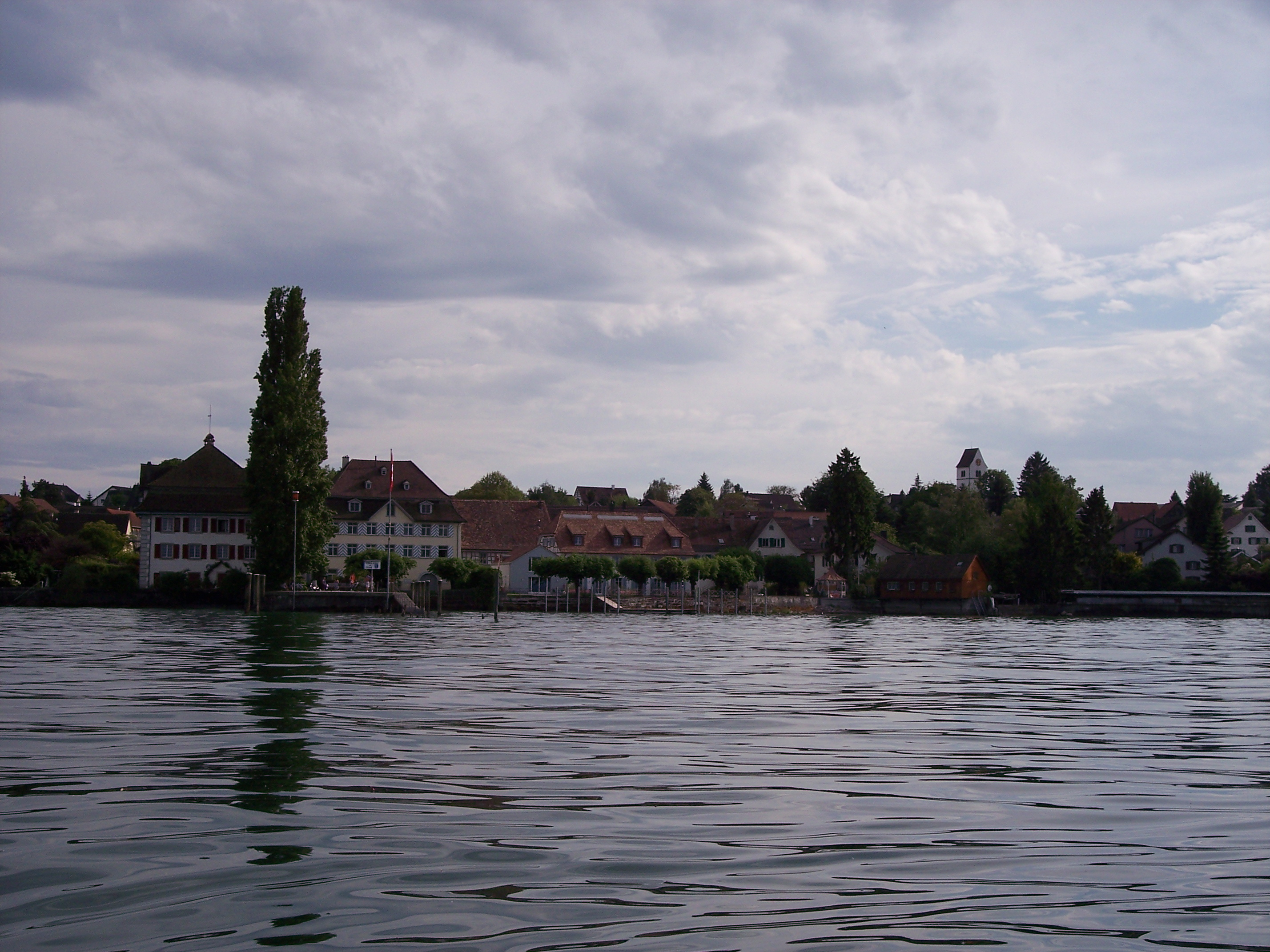

烏特維爾是瑞士的城鎮，位於該國東北部，由圖爾高州負責管轄，面積4.34平方公里，海拔高度419米，2012年人口1,753，四成半人口信奉基督教，人口密度每平方公里404人。